# Liste der Biografien/Gorn
Liste der Biografien |
Portal Biografien |
Personensuche
# |
A |
B |
C |
D |
E |
F |
G |
H |
I |
J |
K |
L |
M |
N |
O |
P |
Q |
R |
S |
T |
U |
V |
W |
X |
Y |
Z |
?
 
Ga |
Gb |
Gc |
Gd |
Ge |
Gf |
Gh |
Gi |
Gj |
Gk |
Gl |
Gm |
Gn |
Go |
Gp |
Gq |
Gr |
Gs |
Gu |
Gv |
Gw |
Gy |
Gz
 
Goa |
Gob |
Goc |
God |
Goe |
Gof |
Gog |
Goh |
Goi |
Goj |
Gok |
Gol |
Gom |
Gon |
Goo |
Gop |
Gor |
Gos |
Got |
Gou |
Gov |
Gow |
Goy |
Goz
 
Gora |
Gorb |
Gorc |
Gord |
Gore |
Gorf |
Gorg |
Gorh |
Gori |
Gorj |
Gork |
Gorl |
Gorm |
Gorn |
Goro |
Gorp |
Gorr |
Gors |
Gort |
Goru |
Gorv |
Gory |
Gorz
Die Liste der Biografien führt alle Personen auf, die in der deutschsprachigen Wikipedia einen Artikel haben. Dieses ist eine Teilliste mit 69 Einträgen von Personen, deren Namen mit den Buchstaben „Gorn“ beginnt.

## Gorn
- Gorn, Lev (* 1971), russisch-amerikanischer Schauspieler, Fotograf und KünstlerLev Gorn (* 1971)

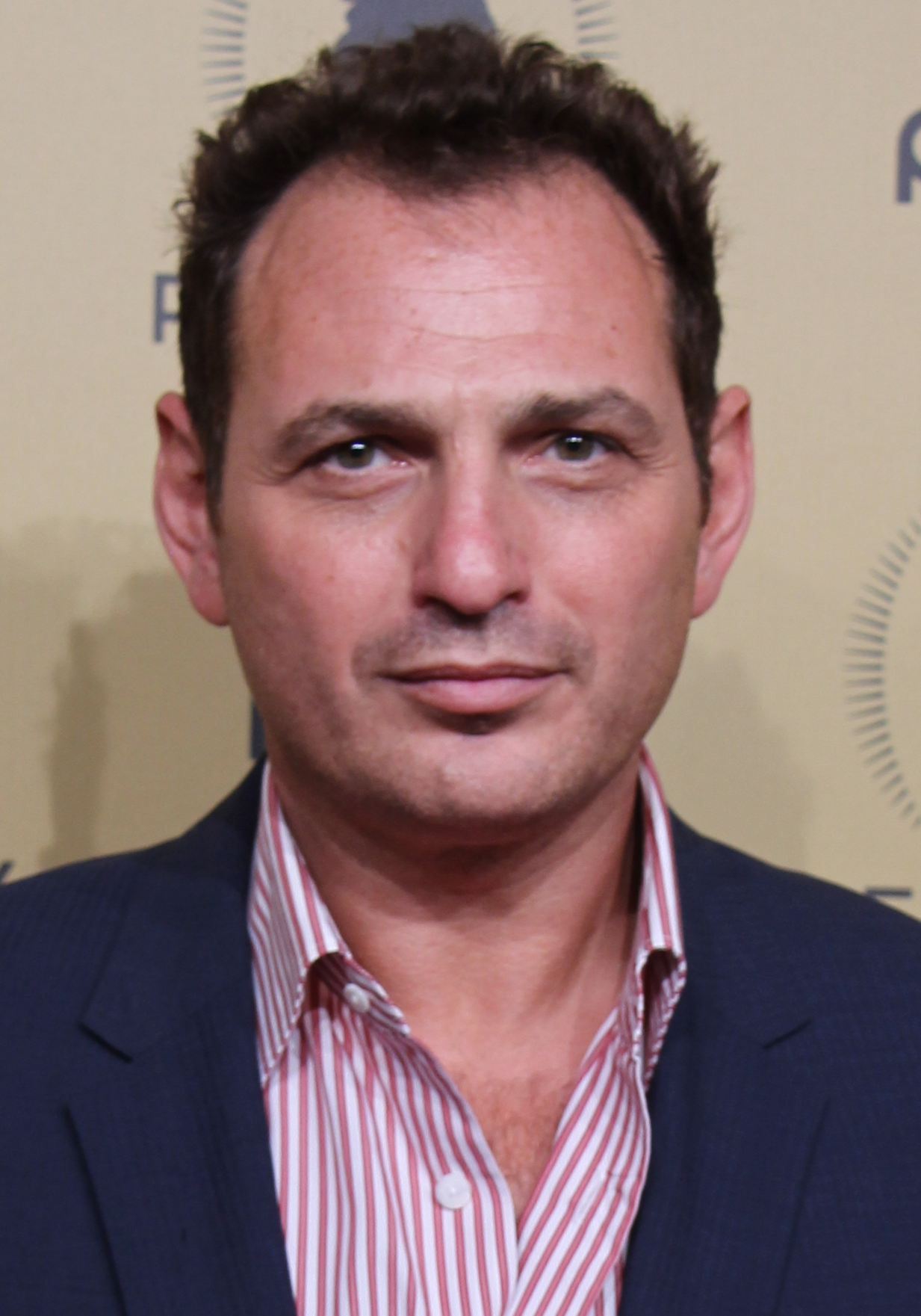
Lev Gorn (* 1971)

- Gorn, Steve, US-amerikanischer Jazz- und Weltmusiker
- Görn, Sven-Arne (* 1957), deutscher Sportkommentator
- Gorn, Walter (1898–1968), deutscher Offizier, zuletzt Generalmajor im Zweiten Weltkrieg

### Gorna
- Górna, Adrianna (* 1996), polnische Handballspielerin
- Görna, Catja (1922–1996), deutsche Schauspielerin
- Gornall, Alan (* 1960), britischer Radrennfahrer
- Gornall, Guillermo (1907–1975), chilenischer Fußballspieler
- Gornall, Mark (* 1961), britischer Radrennfahrer
- Gornas, Jürgen (* 1942), deutscher Wirtschaftswissenschaftler

### Gorne
- Görne, Dieter (1936–2023), deutscher Dramaturg und Intendant
- Görne, Friedrich Christoph von († 1817), preußischer Staatsminister
- Görne, Friedrich von (1670–1745), preußischer Beamter und Staatsmann
- Görne, Hermann von (1823–1904), preußischer Generalleutnant
- Görne, Joachim von (1898–1942), deutscher Verwaltungsjurist
- Görne, Karl Gottfried von (1718–1783), preußischer Oberst, Kommandeur eines Grenadierbataillons, Generalintendant der Armee
- Görne, Leopold von (1715–1769), preußischer Beamter und Schlossbesitzer
- Görne, Lewin Werner von (1685–1711), deutscher Adliger
- Gornea, Gheorghe (1944–2005), rumänischer Fußballspieler
- Görnemann, Alfred (1877–1903), deutscher Radrennfahrer
- Görner, Alexander (1900–1976), deutscher Wirtschaftswissenschaftler
- Görner, Christine (1930–2024), deutsche Opernsängerin (Sopran) und Schauspielerin
- Görner, Derrick (* 1985), deutscher Rennfahrer
- Görner, Eberhard (* 1944), deutscher Buch- und Drehbuchautor
- Görner, Erika (* 1921), deutsche Schauspielerin, Radio-Redakteurin und Synchronsprecherin
- Görner, Felix (* 1966), deutscher Sportmoderator- und Kommentator
- Görner, Georg August von (1645–1715), Advokat in Breslau
- Görner, Hermann (1891–1956), deutscher Gewichtheber und berufsmäßiger KraftathletHermann Görner (1891–1956)

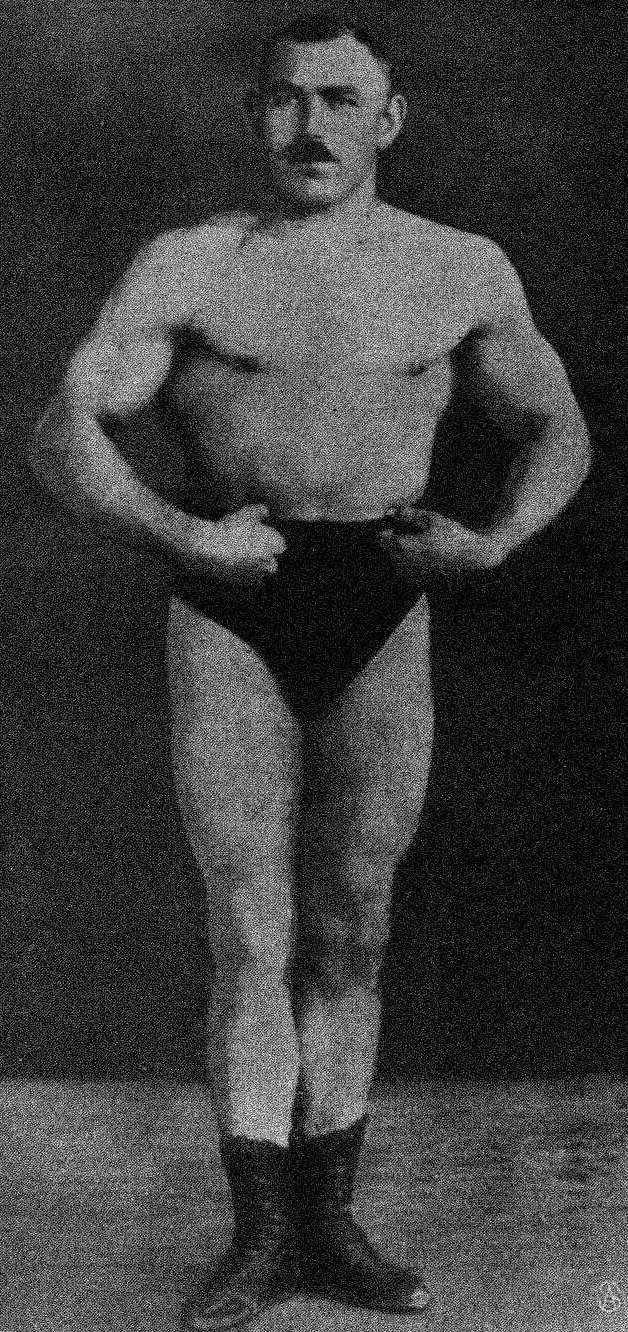
Hermann Görner (1891–1956)

- Görner, Johann Gottlieb (1697–1778), deutscher Komponist und Organist
- Görner, Johann Valentin (1702–1762), deutscher Barockkomponist
- Görner, Karl August (1806–1884), deutscher Schauspieler und Bühnendichter
- Görner, Lutz (1945–2024), deutscher Rezitator
- Görner, Max (* 1939), deutscher Maler und Grafiker
- Görner, Regina (* 1950), deutsche Gewerkschafterin und Politikerin (CDU)
- Görner, Reinhard (* 1950), deutscher Architekturfotograf
- Görner, Rolf (1924–2009), deutscher Pädagoge, Psychologe, Naturwissenschaftler und Heimatkundler
- Görner, Rüdiger (* 1957), deutscher Literaturwissenschaftler und Autor
- Görner, Theodor (1884–1971), Besitzer einer Druckerei, Gerechter unter den Völkern
- Görner, Veit (* 1953), deutscher Kunsthistoriker und Kurator
- Görnert, Hans (1934–2021), deutscher Jurist und Politiker (CDU), Oberbürgermeister der Städte Lahn (1977–1979) und Gießen (1979–1985)
- Görnert, Peter (1943–2023), deutscher Physiker und Materialwissenschaftler
- Görnerup, Jonas (* 1961), schwedischer Squashspieler
- Gorney, Karen Lynn (* 1945), US-amerikanische Schauspielerin
- Gorney, Walt (1912–2004), österreichisch-US-amerikanischer Schauspieler

### Gorni
- Gorni, Olindo (1879–1943), italienischer Agrarwissenschaftler und Aktivist
- Górniak, Edyta (* 1972), polnische SängerinEdyta Górniak (* 1972)

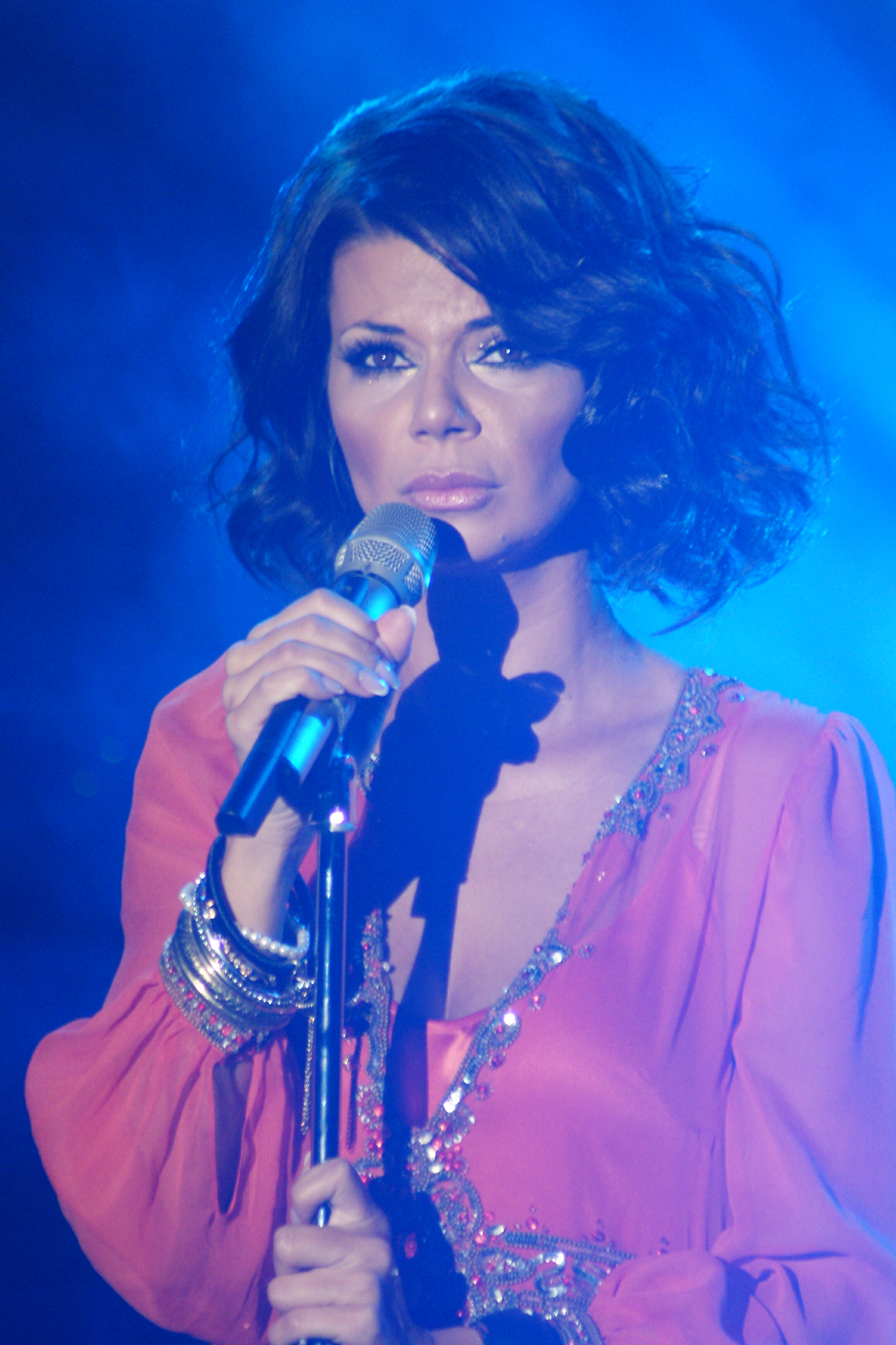
Edyta Górniak (* 1972)

- Gorniak, Hermann (* 1927), deutscher Fußballspieler
- Gornick, Vivian (* 1935), US-amerikanische Autorin
- Gornick, Willi (* 1916), deutscher Fußballspieler
- Górnicka, Małgorzata (* 1979), polnische Judoka
- Górnicka, Marta (* 1975), polnische Regisseurin und Sängerin
- Górnicki, Łukasz (1527–1603), polnischer Humanist, Schriftsteller, Sekretär und Kanzler von König Sigismund II. August von Polen
- Gornig, Gilbert (* 1950), deutscher Staats- und Völkerrechtler
- Gornik, Erich (* 1944), österreichischer Physiker
- Gornik, Friedrich (1877–1943), österreichischer Bildhauer
- Gornik, Rudolf (1898–1980), jugoslawischer Agrarwissenschaftler
- Görnitz, Thomas (* 1943), deutscher PhysikerThomas Görnitz (* 1943)

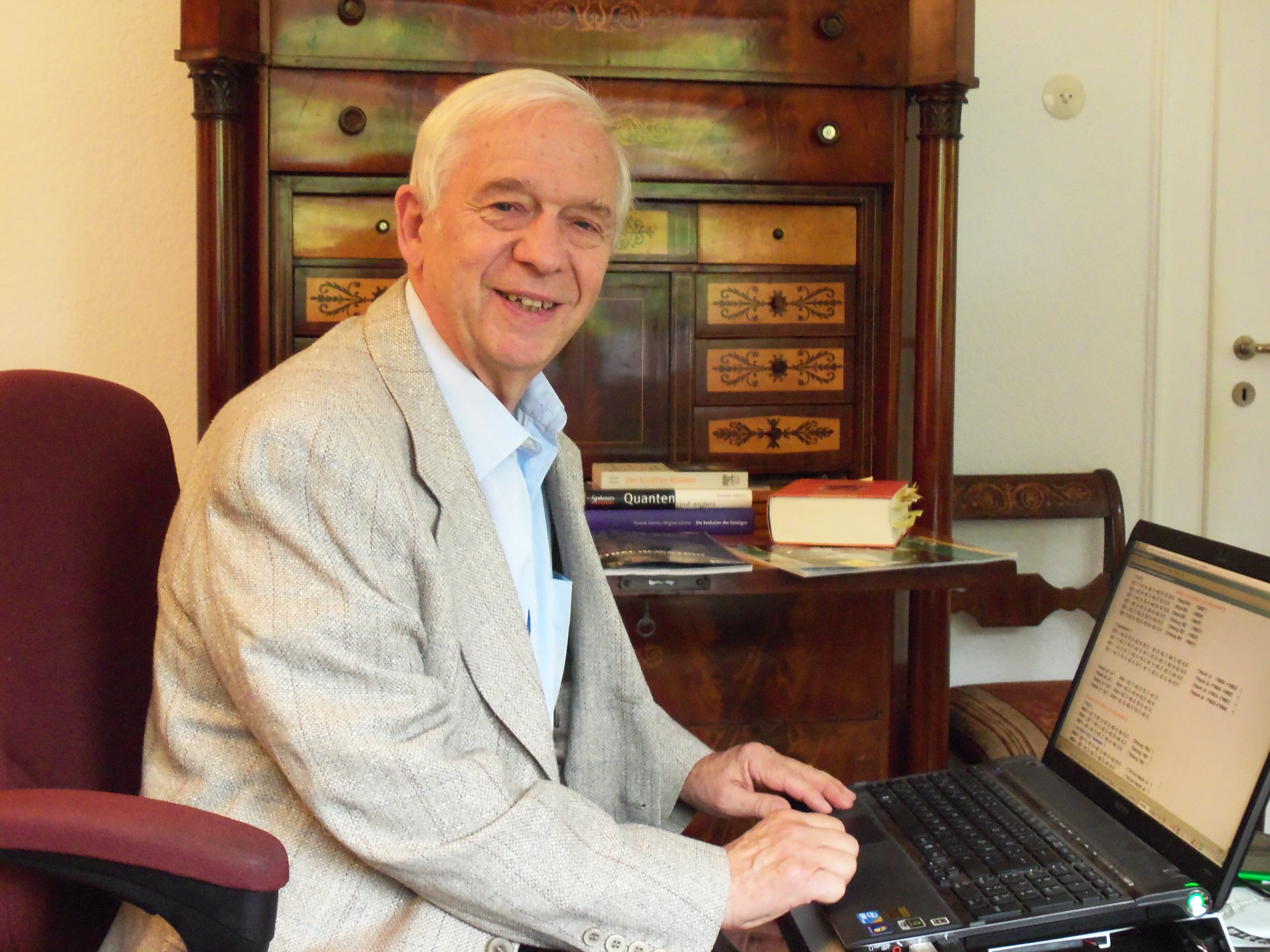
Thomas Görnitz (* 1943)

### Gornn
- Görnnert, Fritz (1907–1984), deutscher Ingenieur, persönlicher Referent Görings und SA-Oberführer

### Gorno
- Gorno, Idan (* 2004), israelisch-beninischer Fußballspieler
- Gorno, Reinaldo (1918–1994), argentinischer Langstreckenläufer
- Gornostajev, Artjom (* 1993), estnischer Eishockeyspieler
- Gornostajewa, Wera Wassiljewna (1929–2015), russische Pianistin und Klavierpädagogin

### Gorny
- Gorny, Dieter (* 1953), deutscher Medienmanager
- Gorny, Frédéric (* 1973), französischer Schauspieler
- Gorny, Hein (1904–1967), deutscher Fotograf
- Górny, Kamil (* 1989), polnischer Eishockeyspieler
- Górny, Kazimierz (* 1937), polnischer Geistlicher, emeritierter römisch-katholischer Bischof von Rzeszów
- Gorny, Peter (* 1941), deutscher Ruderer
- Górny, Zbigniew (* 1948), polnischer Komponist und Dirigent